# مونته تیستاچو
مونته تیستاچو (ایتالیایی: cocci) (همین‌طور مشهور به مونته دی کوچی) تپه‌ای باستانی در رم است که عمدتاً از قطعات سفالی خمره‌های دورانداخته‌شده در زمان امپراتوری روم تشکیل شده‌است. برخی از خمره‌های یافته‌شده دارای تیتولی پیکتی بوده‌اند. تیستاچو یکی از بزرگ‌ترین توده‌های ضایعاتی است که در سراسر جهان باستان وجود داشته که حدود بیست‌هزار مترمربع سطح آن و حدود ۵۸۰٬۰۰۰ مترمکعب حجم این تپه است. تخمین زده شده‌است که این تپه از انباشتن ضایعات حدود ۵۳ میلیون خمره ایجاد شده باشد. محیط این تپه حدود یک کیلومتر و ارتفاعش ۳۵ متر است که احتمالاً ارتفاع قابل‌توجهی در دوران باستان بوده‌است. تیستاچو به فاصله کمی از شرق رودخانه تیبر و هوریا گالبائه که ذخایر روغن زیتون دولت در حدود سده دوم پس از میلاد بوده‌است، قرار دارد. این تپه بعدها اهمیت نظامی و مذهبی داشته‌است.
تعداد زیاد خمره‌های مونته تیستاچو نشان‌دهنده نیاز عظیم امپراتوری روم به روغن است که در آن زمان، بزرگ‌ترین شهر جهان بود و حدود یک میلیون نفر جمعیت داشت. تخمین زده‌شده که تپه از بقایای حدود ۵۳ میلیون خمره روغن زیتون ایجاد شده باشد که نشان‌دهنده حجمی حدود شش میلیارد لیتر واردات روغن است. مطالعات بر روی اجزای تپه نشان می‌دهد که امپراتوری روم در پایان سده دوم میلادی به بالاترین سطح واردات روغن رسیده که معادل انباشت سالانه ۱۳۰٬۰۰۰ خمره در تپه است. از آن‌جا که بالاترین حجم خمره‌ها ۷۰ لیتر بوده‌است، امپراتوری روم سالانه ۷٫۵ میلیون لیتر روغن وارد می‌کرده‌است. با این‌که ظروف یافته‌شده در مونته تیستاچو نشان می‌دهد این روغن عمدتاً به صورت سفارش دولتی وارد می‌شده، اما بسیار محتمل است که بخش قابل‌توجهی از این واردات به صورت خصوصی انجام می‌شده‌است.